# 宗藤圭三
宗藤 圭三（むねとう けいぞう、1898年2月16日 - 1989年9月29日）は、日本の統計学者。

## 略歴
広島県賀茂郡寺西町（現東広島市）出身。1921年同志社大学法学部経済科卒、同助手、1922年講師、1927年教授、1933年法学部長、1937年「統計学原理」で京都帝国大学経済学博士。1949年同志社大学経済学部長、教授、1968年定年、名誉教授となる。

## 著書
- 『統計学講義 方法論的研究 第1冊』更生閣 1926
- 『統計学原理』弘文堂書房 1930
- 『統計的法則の根拠』弘文堂書房 1935
- 『統計学通論』有斐閣 1939
- 『統計学』三和書房 1949
- 『統計学概論』三和書房 1952
- 『現代統計学』有斐閣 1959

### 共編
- 『重要統計法規集 昭和31年度版』高木秀玄共編 三和書房 1956
- 『伝統産業の近代化 京友禅業の構造』黒松巌共編 有斐閣 (同志社大学人文科学研究所研究叢書  1959
- 『主要統計調査法規要覧 統計作成者と利用者のために』高木秀玄共編 啓文社 1959